# Schloss Széchenyi

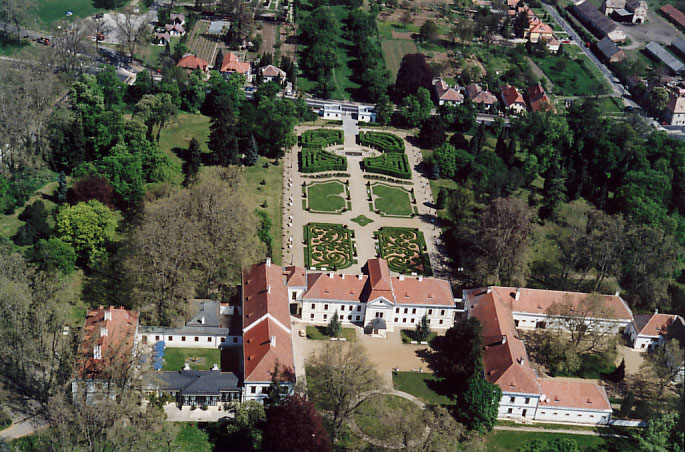
Schloss und Schlosspark

Schloss Széchenyi in Nagycenk wurde ab 1741 im spätbarocken und klassizistischen Stil erbaut und war die Wohnstätte István Széchenyis. Dieser ließ es 1834 bis 1840 durch den Ödenburger Baumeister Ferdinand Hild modernisieren. Nach schweren Zerstörungen zu Ende des Zweiten Weltkrieges ist von der ursprünglichen Innenraumgestaltung im Wesentlichen nur mehr das klassizistische Stiegenhaus erhalten. Das Haupttor aus den Jahren 1741 bis 1750 stammt von Franz Anton Pilgram. Nach dem Wiederaufbau (1969–1973) wurde jedoch ein Teil des Gebäudekomplexes als Museum, das dem großen Reformer gewidmet ist, genutzt, der Rest als Schlosshotel und Restaurant.